# Седлищенський заказник
Седлищенський — гідрологічний заказник місцевого значення. Об'єкт розташований на території Любешівського району Волинської області, с. Седлище.
Площа — 350 га, статус отриманий у 1979 році.
Охороняється заболочена заплава річки Стохід. У заказнику зростає водно-болотна та чагарникова рослинність, мешкають та розмножуються багато видів тварин. Заказник входить до складу водно-болотних угідь міжнародного значення, що охороняються Рамсарською конвенцією головним чином як середовища існування водоплавних птахів.